# ویروس جی
ویروس جی (به انگلیسی: Gene Virus)، ویروس جهش‌زای خیالی در سری بازی‌های رزیدنت ایول است. این ویروس توسط ویلیام برکین کشف شد. برکین، کشف این ویروس را با انجام یک پیش‌بینی هوشمندانه، از ترکیب ویروس مادر و انگل ان‌ای-آلفا در ژنوم بدن لیسا تریور انجام داد. بدین ترتیب که پس از مشاهده جذب کامل انگل ان‌ای-آلفا در بدن لیسا تریور؛ که پیش‌تر، با موفقیت ویروس مادر را نیز در خود پذیرفته بود، این گونه برداشت کرد که اکنون، در ژنوم لیسا تریور، رخدادهای شگرفی پدید آمده است. او با استخراج ژنوم لیسا و انجام آزمایش‌های ژنتیکی در مقر زبرزمینی آمبرلا در شهر راکون، سرانجام موفق به کشف آن شد. ویروس جی، ویروس بسیار قدرتمندی نسبت به ویروس تی بود. این ویروس از راه ابتلای مستقیم به بدن سبب ایجاد جهش می‌شد و همانند ویروس تی، که با گزش فرد مبتلا نیز انتقال انجام می‌شد، نیست. از دیگر ویژگی‌های ویروس جی، جهش‌های ارگانیک به شکل مرحله به مرحله بوده و فرد مبتلا، با گذشت زمان و جذب منابع بدن فرد بیمار توسط ویروس، او را مرتب دچار تغییرات ساختاری می‌کند. پس از کشف ویروس جی، برکین که پیش‌تر با آلبرت وسکر در باره جدایی از آمبرلا به توافق رسیده بودند؛ در نظر داشت تا ویروس کشف شده را، به جای دراختیار گذاردن به آمبرلا، به ارتش ایالات متحده فروخته و از آمبرلا جدا شود. اما اوزول ای اسپنسر با صادر کردن دستوری مبنی بر ضبط ویروس جی در شرکت آمبرلا، هانک ماموریت یافت تا نمونه ویروس را از برکین بگیرد. درگیری میان هانک و ویلیام برکین، سبب شد تا برکین، پیش از مرگ خود توسط هانک، ویروس جی را به خود تزریق کرده و به یک هیولای جی، جهش یابد. پس از این رخداد، ویلیام برکین جهش‌یافته، ویروس تی را در فاضلاب شهر راکون پخش و طغیان شهر راکون را رقم زد.